# 头孢甲肟
头孢甲肟也称为“头孢噻肟四唑”“头孢氨噻肟唑”“噻肟唑头孢”“氨噻肟唑头孢菌素”“倍司特克”或“CMX”，是一种第三代头孢菌素，属于为半合成抗生素。头孢甲肟抗菌谱与其它第三代头孢菌素类似，对革兰氏阴性菌有较高疗效，且对各种阴性菌产生的β内酰胺酶特别稳定，具有杀菌作用。

## 相互作用
- 呋塞米、依他尼酸（英语：Etacrynic acid）、布美他尼等强利尿药，卡氮芥（英语：Carmustine）、链佐星等抗肿瘤药及氨基糖苷类抗生素等肾毒性药物与本品合用有增加肾毒性的可能。
- 克拉维酸可增强头孢甲肟对某些因产生β内酰胺酶而对此抗生素具有耐药性的革兰阴性杆菌的抗菌活性。
- 口服丙磺舒会延迟头孢甲肟的代谢。